# Koreanische Sprachen
Unter der Koreanischen Sprachfamilie (koreanisch 한국어족, hangugeojok) versteht man eine Sprachfamilie, bestehend aus dem modernen Koreanisch mit seinen regionalen Dialekten und der Jeju-Sprache, die auf Jeju-do verwendet wird. Das früheste Zeugnis des Altkoreanischen stammt aus dem 5. Jahrhundert n. Chr. in Form von Steleninschriften und sogenannten Mokgan-Holztafeln.

## Typologie
Das Koreanische weist eine agglutinative Morphologie und head-final Satzstruktur auf, Subjekt-Objekt-Verb mit Attributen vor Nomen, und Postpositionen (Inflektiv).

Koreanische Adjektive verhalten sich ähnlich und vertauschbar zu Verben, entsprechend können grammatikalische Regeln der Verben, wie Flexion auf sie angewendet werden. Adjektivartige Verben tauchen meist östlich des Pazifiks auf. Das Koreanische n : m Pronominalsystem, wie 1. P. Sg. n-, 2. P. Sg. m- ist ein typisches Merkmal der Sprachen des nördlichen Pazifikrandes und in Amerika. Das moderne Koreanisch enthält nur noch teils intakte Vokalharmonie, im Gegensatz zum Mittelkoreanischen. Vokalharmonie ist eine Eigenschaft in den Paläosibirischen Sprachen am nordwestlichen Pazifikrand, das sich nachträglich in die Steppensprachen Nordasiens verbreitete.

Dialektgebiete

## Klassifizierung
Die heutige koreanische Sprache bildet ein Sprachkontinuum von Dialekten von Nord nach Süd. Jedoch sind konkretere Klassifizierungen schwierig, weil Sprachentwicklungen innerhalb eines isolierten Sprachraums auf der koreanischen Halbinsel stattfinden. Regional auftauchende Trends werden meist früher oder später in anderen Teilen des Landes übernommen. Die Jeju-Sprache entwickelte sich bereits seit dem 14. Jahrhundert separat von der Mittelkoreanischen Sprache.
- Koreanische Sprachen[8]
  - Altkoreanisch
    - Goguryeo†
      - Mittelkoreanisch(?)

    - Silla
      - Mittelkoreanisch
        - Modernes Koreanisch
          - Gyeonggi-Dialekt
          - P'yŏngan-Dialekt
          - Jeolla-Dialekt
          - Gyeongsang-Dialekt
          - Hamgyŏng-Dialekt
          - (Yukjin)
          - (Koryo-mal)

        - Jeju

    - Baekje†
- Koreanische Sprachen (Ramsey, Lee)[9]
  - Buyeo-Sprachen†
    - Goguryeo†
    - Baekje†

  - Han-Sprachen†
    - Altkoreanisch (Silla)
      - Mittelkoreanisch
        - Koreanisch
          - Gyeonggi-Dialekt
          - P'yŏngan-Dialekt
          - Jeolla-Dialekt
          - Gyeongsang-Dialekt
          - Hamgyŏng-Dialekt
          - (Yukchin)
          - (Koryo)

        - Jeju
- Koreanische Sprachen (Vovin, Unger)[1]
  - Goguryeo-Sprache (Altkoreanisch)
    - Mittelkoreanisch
      - Modernes Koreanisch
        - Gyeonggi-Dialekt
        - P'yŏngan-Dialekt
        - Jeolla-Dialekt
        - Gyeongsang-Dialekt
        - Hamgyŏng-Dialekt

      - Jeju
      - Yukchin

  - Baekje†
  - Silla†

## Numerale

### Bis Zwanzig
| Zahl im Deutschen | Altkoreanisch | Mittelkoreanisch | Modernes Koreanisch |
| ----------------- | ------------- | ---------------- | ------------------- |
| Eins              | 一等          | ᄒᆞ낳〮             | 하나 ha-na          |
| Zwei              | 二尸          | 둟〯               | 둘 dul              |
| Drei              | 新台𢀳        | 셓〯               | 셋 ses              |
| Vier              | 四利          | 넿〯               | 넷 nes              |
| Fünf              | 刀士𢀳        | 다ᄉᆞᆺ〮             | 다섯 da-seos        |
| Sechs             |               | 여슷〮             | 여섯 yeo-seos       |
| Sieben            | 日古𢀳        | 닐굽〮             | 일곱 il-gob         |
| Acht              | 今毛𢀳        | 여듧〮             | 여덟 yeo-deolb      |
| Neun              |               | 아홉〮             | 아홉 a-hob          |
| Zehn              | 十尸          | 엻〮               | 열 yeol             |
| Zwanzig           |               | 스믏             | 스물 seu-mul        |